# Anisodes irregularis
Anisodes irregularis är en fjärilsart som beskrevs av W. Warren 1896. Anisodes irregularis ingår i släktet Anisodes och familjen mätare. Inga underarter finns listade i Catalogue of Life.